# 東京アドエージェント
東京アドエージェント株式会社（とうきょうアドエージェント）は、2005年（平成17年）6月24日に設立されたリスティング広告を主とするSEM運用代行およびコンサルティング会社である。どこのグループにも属さない独立系企業でもある。
本社は東京都中央区銀座に所在する。代表取締役社長は筒井輝夫。

## 概要
強みは、検索連動型広告（リスティング広告）の運用業務である。主にYahoo!プロモーション広告（旧オーバーチュア）とGoogleのアドワーズ広告を主に取扱っているが、検索マーケティング全般を得意とし、SEO対策やランディングページ作成などの検索回りをワンストップでサービス提供およびコンサルティングを行っている。

## 沿革
- 2005年
  - 6月 - 東京アドエージェント有限会社設立
  - 11月 - 第13回まぐクリック代理店カンファレンス「新規代理店部門賞」を受賞
- 2006年
  - 2月 - 業務拡大のため事務所移転（中央区銀座7丁目→中央区銀座3丁目）
  - 9月 - 株式会社化し、東京アドエージェント株式会社となる
- 2007年
  - 8月 - ユニセフ・マンスリーサポート・プログラム（ユニセフ募金）参加
  - 9月 - 東京商工会議所・京橋法人会へ入会
- 2008年
  - 5月 - FC東京への協賛開始（クラブサポートメンバー/ビッグフレームス入会）
  - 6月 - 比較サイト「比較ナビ」の運営開始
- 2010年10月 - 「リスティング広告ドットコム」の運用開始
- 2011年4月 - 東日本大震災復興支援プログラム『Listing for JAPAN』の実施
- 2012年
  - 1月 - 業務拡大のため事務所移転（江東区青海→中央区銀座1丁目）
  - 4月 - Google活動認定証の受彰
- 2013年12月 - 2013年「WEBマーケティング/SEOのプロ50社」に選出
- 2014年12月 - 2014年「WEBマーケティング/SEOのプロ50社」に選出（2年連続）
- 2015年
  - 6月 - 東京アドエージェント株式会社、創業10周年
  - 12月 - 2015年「WEBマーケティング/SEOのプロ50社」に選出（3年連続）
- 2016年1月 - プライバシーマーク（Pマーク）認定付与

## 所属団体
- 東京商工会議所 会員
- 京橋法人会 会員
- FC東京・クラブサポートメンバー/ビッグフレームス 会員